# كايو دا سيلفا
كايو دا سيلفا (بالبرتغالية: Caio Rangel) (16 يناير 1996 بريو دي جانيرو في البرازيل - ) هو لاعب كرة قدم برازيلي في مركز الهجوم. شارك مع منتخب البرازيل تحت 17 سنة لكرة القدم ومنتخب البرازيل تحت 20 سنة لكرة القدم. أما مع النوادي، فقد لعب مع نادي أروكا ونادي كالياري ونادي كروزيرو.

## روابط خارجية
- كايو دا سيلفا على موقع قاعدة بيانات كرة القدم.إي يو (الإنجليزية)
- كايو دا سيلفا على موقع Soccerway.com (الإنجليزية)
- كايو دا سيلفا على موقع عالم كرة القدم.نت (الإنجليزية)
- كايو دا سيلفا على موقع AS.com (الإسبانية)